# Liste der Top-100-Lieder Japans
Die Liste der Top 100 Lieder Japans (japanisch 日本の歌百選, Nihon no Uta Hyakusen) umfasst stellvertretend für das japanische Liedgut eine Auswahl von 100 Kinderliedern und Schlagern (Kayōkyoku), die 2006 vom Amt für kulturelle Angelegenheiten in Zusammenarbeit mit der japanweiten Konferenz der „Parent-Teacher Association“ (PTA), einer dem Bundeselternrat vergleichbaren Einrichtung, zusammengestellt wurde.
Ein Komitee wählte aus einer Sammlung von 895 Liedern eine Auswahl von 100 Liedern, die am 15. Dezember 2006 letztgültig festgelegt wurden. Die Bekanntgabe erfolgte im Rahmen eines Konzertes am 14. Januar 2007 im Neuen Nationaltheater in Tokio.

## Liste der Lieder
Obgleich ursprünglich nur Lieder mit japanischem Liedtext zur Auswahl stehen sollten, umfasst die Sammlung nun auch einige beliebte Lieder mit ins Japanische übersetztem Text. Außerdem beinhaltet die nachstehende Auswahl entgegen ihrer Bezeichnung nominell 101 Lieder.
| Titel in Kanji             | Umschrift                                | Entstehungs- jahr | Texter                                     | Komponist                | Anmerkung                                                                                     |
| -------------------------- | ---------------------------------------- | ----------------- | ------------------------------------------ | ------------------------ | --------------------------------------------------------------------------------------------- |
| 仰げば尊し                 | Aogeba tōtoshi                           | 1884              | Ōtsuki Fumihiko, Satomi Tadashi, Kabe Iwao | H.N.D.                   |                                                                                               |
| 赤い靴                     | Akai kutsu                               | 1922              | Ujō Noguchi                                | Nagayo Motoori           |                                                                                               |
| 赤とんぼ                   | Akatonbo                                 | 1927              | Rofū Miki                                  | Kōsaku Yamada            |                                                                                               |
| 朝はどこから               | Asa wa doko kara                         | 1946              | Masaru Mori                                | Kunihiko Hashimoto       |                                                                                               |
| あの町この町               | Ano machi kono machi                     | 1924              | Ujō Noguchi                                | Shinpei Nakayama         |                                                                                               |
| あめふり                   | Amefuri                                  | 1925              | Hakushū Kitahara                           | Shinpei Nakayama         |                                                                                               |
| 雨降りお月さん             | Amefuri otsukisan                        | 1925              | Ujō Noguchi                                | Shinpei Nakayama         |                                                                                               |
| あめふりくまのこ           | Amefuri kuma no ko                       | 1962              | Masao Tsurumi                              | Akira Yuyama             |                                                                                               |
| いい日旅立ち               | Ii Hi Tabidachi                          | 1978              | Shinji Tanimura                            | Shinji Tanimura          |                                                                                               |
| いつでも夢を               | Itsudemo yume o                          | 1962              | Takao Saeki                                | Tadashi Yoshida          |                                                                                               |
| 犬のおまわりさん           | Inu no omawarisan                        | 1960              | Yoshimi Satō                               | Megumi Ōnaka             |                                                                                               |
| 上を向いて歩こう           | Ue o muite arukō                         | 1961              | Rokusuke Ei                                | Hachidai Nakamura        | auch bekannt als „Sukiyaki“ gesungen von Kyu Sakamoto                                         |
| 海                         | Umi                                      | 1941              | Ryūha Hayashi                              | Takeshi Inoue            |                                                                                               |
| うれしいひなまつり         | Ureshii hinamatsuri                      | 1935              | Hachirō Satō                               | Kōyō Kawamura            |                                                                                               |
| 江戸子守唄                 | Edo-Schlaflied                           | Edo-Zeit          |                                            |                          | Texter und Komponist unbekannt                                                                |
| おうま                     | Ouma                                     | 1941              | Ryūha Hayashi                              | Tsune Matsushima         |                                                                                               |
| 大きな栗の木の下で         | Ōkina kurinoki no shita de               |                   |                                            |                          | Melodie von „Under the Spreading Chestnut Tree“ Texter unbekannt                              |
| 大きな古時計               | Ōkina furudokei                          | 1940              | Kōgo Hotomi                                | Henry Clay Work          | Melodie von „My Grandfather's Clock“ (1876)                                                   |
| おかあさん                 | Okaasan                                  | 1954              | Nana Tanaka                                | Yoshinao Nakada          |                                                                                               |
| お正月                     | Oshōgatsu                                | 1901              | Kume Higashi                               | Rentarō Taki             |                                                                                               |
| おはなしゆびさん           | Ohanashiyubisan                          | 1962              | Yoshiko Kōyama                             | Akira Yuyama             |                                                                                               |
| 朧月夜                     | Oborozuki yo                             | 1914              | Tatsuyuki Takano                           | Teiichi Okano            |                                                                                               |
| 思い出のアルバム           | Omoide no album                          |                   | Masuko Toshi                               | Honda                    |                                                                                               |
| おもちゃのチャチャチャ     | Omocha no chachacha                      | 1962              | Akiyuki Nosaka, Osamu Yoshioka             | Nobuyoshi Koshibe        |                                                                                               |
| かあさんの歌               | Kaasan no uta                            | 1954              | Satoshi Kubota                             | Satoshi Kubota           |                                                                                               |
| 風                         | Kaze                                     | 1921              | Yaso Saijō nach Christina Rossetti         | Shin Kusakawa            |                                                                                               |
| 肩たたき                   | Kata tataki                              | 1923              | Yaso Saijō                                 | Shinpei Nakayama         |                                                                                               |
| かもめの水兵さん           | Kamome no Suihei-san                     | 1937              | Toshiko Takeuchi                           | Kōyō Kawamura            |                                                                                               |
| からたちの花               | Karatachi no hana                        | 1925              | Hakushū Kitahara                           | Kōsaku Yamada            |                                                                                               |
| 川の流れのように           | Kawa no Nagare no Yō ni                  | 1989              | Yasushi Akimoto                            | Akira Mitake             |                                                                                               |
| 汽車                       | Kisha                                    | 1912              | MEXT                                       | Aira Ōwada               |                                                                                               |
| 汽車ポッポ                 | Kisha poppo                              | 1938              | Kaoru Fuhara                               | Shin Kusakawa            |                                                                                               |
| 今日の日はさようなら       | Kyō no hi wa sayōnara                    | 1966              | Shōichi Kaneko                             | Shōichi Kaneko           |                                                                                               |
| 靴が鳴る                   | Kutsu ga naru                            | 1919              | Katsura Shimizu                            | Ryūtarō Hirota           |                                                                                               |
| こいのぼり                 | Koinobori                                | 1931              | Miyako Kondō                               | unbekannt                |                                                                                               |
| 高校三年生                 | Koko sannensei                           | 1963              | Toshio Oka                                 | Minoru Endo              |                                                                                               |
| 荒城の月                   | Kōjō no Tsuki                            | 1901              | Bansui Doi                                 | Rentarō Taki             |                                                                                               |
| 秋桜                       | Cosmos                                   | 1977              | Masashi Sada                               | Masashi Sada             | gesungen von Momoe Yamaguchi                                                                  |
| この道                     | Kono michi                               | 1927              | Hakushū Kitahara                           | Kōsaku Yamada            |                                                                                               |
| こんにちは赤ちゃん         | Konnichiwa akachan                       | 1963              | Rokusuke Ei                                | Hachidai Nakamura        |                                                                                               |
| さくら貝の歌               | Sakuragai no uta                         | 1949              | Kajō Tsuchiya                              | Hideaki Yashima          |                                                                                               |
| さくらさくら               | Sakura Sakura                            | 1888              |                                            |                          | Texter und Komponist unbekannt                                                                |
| サッちゃん                 | Satchan                                  | 1959              | Hiroo Sakata                               | Megumi Ōnaka             |                                                                                               |
| 里の秋                     | Sato no aki                              | 1945              | Nomuo Saito                                | Minoru Kainuma           |                                                                                               |
| 幸せなら手をたたこう       | Shiawase nara te o tatakō                | 1964              | Rihito Kimura                              |                          | Melodie von „If You're Happy and You Know It“, Spanisches oder Lateinamerikanisches Volkslied |
| 叱られて                   | Shikararete                              | 1972              | Katsura Shimizu                            | Ryūtarō Hirota           |                                                                                               |
| 四季の歌                   | Shiki no uta                             | 1970?             | Toyohisa Araki                             | Toyohisa Araki           |                                                                                               |
| 時代                       | Jidai                                    | 1975              | Miyuki Nakajima                            | Miyuki Nakajima          |                                                                                               |
| シャボン玉                 | Shabondama                               | 1922              | Ujō Noguchi                                | Shinpei Nakayama         |                                                                                               |
| ずいずいずっころばし       | Zuizui zukkorobashi                      | 1500              |                                            |                          | Texter und Komponist unbekannt                                                                |
| スキー                     | Sukī                                     | 1942              | Otowa Shigure                              | Kōzaburō Hirai           |                                                                                               |
| 背くらべ                   | Seikurabe                                | 1923              | Atsushi Unno                               | Shinpei Nakayama         |                                                                                               |
| 世界に一つだけの花         | Sekai ni hitotsu dake no hana            | 2003              | Noriyuki Makihara                          | Noriyuki Makihara        |                                                                                               |
| ぞうさん                   | Zō-san                                   | 1953              | Michio Mado                                | Ikuma Dan                |                                                                                               |
| 早春賦                     | Sōshunfu                                 | 1913              | Kazumasa Yoshimaru                         | Akira Nakada             |                                                                                               |
| たきび                     | Takibi                                   | 1941              | Seika Tatsumi                              | Shigeru Watanabe         |                                                                                               |
| ちいさい秋みつけた         | Chiisai Aki Mitsuketa                    | 1955              | Hachirō Satō                               | Yoshinao Nakada          |                                                                                               |
| 茶摘み                     | Chatsumi                                 | 1912              | MEXT                                       | MEXT                     |                                                                                               |
| チューリップ               | Chūrippu (Tulip)                         | 1932              | Miyako Kondō                               | Takeshi Inoue            |                                                                                               |
| 月の沙漠                   | Tsuki no sabaku                          | 1923              | Masao Katō                                 | Suguru Sasaki            |                                                                                               |
| 翼をください               | Tsubasa o kudasai                        | 1971              | Michio Yamagami                            | Kunihiko Murai           |                                                                                               |
| 手のひらを太陽に           | Te no hira o taiyō ni                    | 1961              | Takashi Yanase                             | Taku Izumi               |                                                                                               |
| 通りゃんせ                 | Tōryanse                                 | Edo-Zeit          |                                            |                          | Texter und Komponist unbekannt                                                                |
| どこかで春が               | Doko ka de haru ga                       | 1923              | Sōji Momota                                | Shin Kusakawa            |                                                                                               |
| ドレミのうた               | Do-Re-Mi                                 | 1959              | Peggy Hayama nach Oscar Hammerstein II     | Richard Rodgers          | aus dem Musical The Sound of Music                                                            |
| どんぐりころころ           | Donguri korokoro                         | Taishō-Zeit       | Nagayoshi Aoki                             | Tadashi Yanada           |                                                                                               |
| とんぼのめがね             | Tonbo no megane                          | 1949              | Seishi Nukaga                              | Kōzaburo Hirai           |                                                                                               |
| ないしょ話                 | Naisho banashi                           | 1939              | Yoshio Yūki                                | Yasuharu Yamaguchi       |                                                                                               |
| 涙そうそう                 | Nada Sōsō                                | 1998              | Ryōko Moriyama                             | BEGIN                    |                                                                                               |
| 夏の思い出                 | Natsu no omoide                          | 1949              | Shōko Ema                                  | Yoshinao Nakada          |                                                                                               |
| 夏は来ぬ                   | Natsu wa kinu                            | 1896              | Sasaki Nobutsuna                           | Sakunosuke Koyama        |                                                                                               |
| 七つの子                   | Nanatsu no Ko                            | 1921              | Ujō Noguchi                                | Nagayo Motoori           |                                                                                               |
| 花〜すべての人の心に花を〜 | Hana: Subete no hito no kokoro ni hana o | 1980              | Shōkichi Kina                              | Shōkichi Kina            |                                                                                               |
| 花                         | Hana                                     | 1900              | Hagoromo Takeshima                         | Rentarō Taki             |                                                                                               |
| 花の街                     | Hana no machi                            | 1947              | Shōko Ema                                  | Ikuma Dan                |                                                                                               |
| 埴生の宿                   | Hanyū no yado                            | 1889              | Tadashi Satomi nach John Howard Payne      | Henry Rowley Bishop      | Melodie von „Home! Sweet Home!“ aus der Oper Clari, Maid of Milan (1823)                      |
| 浜千鳥                     | Hamachidori                              | 1919              | Meishū Kashima                             | Ryūtarō Hirota           |                                                                                               |
| 浜辺の歌                   | Hamabe no uta                            | 1916              | Kokei Hayashi                              | Tamezō Narita            |                                                                                               |
| 春が来た                   | Haru ga kita                             | 1910              | Tatsuyuki Takano                           | Teiichi Okano            |                                                                                               |
| 春の小川                   | Haru no ogawa                            | 1912              | Tatsuyuki Takano                           | Teiichi Okano            |                                                                                               |
| ふじの山                   | Fuji no yama                             | 1911              | Sazanami Iwaya                             | MEXT                     |                                                                                               |
| 冬景色                     | Fuyugeshiki                              | 1913              | MEXT                                       | MEXT                     |                                                                                               |
| 冬の星座                   | Fuyu no seiza                            | 1947              | Keizō Horiuchi                             | William Shakespeare Hays | Melodie von „Mollie Darling“ (1871)                                                           |
| 故郷                       | Furusato                                 | 1914              | Tatsuyuki Takano                           | Teiichi Okano            |                                                                                               |
| 蛍の光                     | Hotaru no Hikari                         | 1881              | Chikai Inagaki                             |                          | Melodie von „Auld Lang Syne“                                                                  |
| 牧場の朝                   | Makiba no asa                            | 1932              | Sojinkan Sugimura                          | Eikichi Funabashi        |                                                                                               |
| 見上げてごらん夜の星を     | Miagete Goran Yoru no Hoshi o            | 1963              | Rokusuke Ei                                | Taku Izumi               |                                                                                               |
| みかんの花咲く丘           | Mikan no hana saku oka                   | 1946              | Shōgo Katō                                 | Minoru Kainuma           |                                                                                               |
| 蟲のこゑ                   | Mushi no koe                             | 1910              | MEXT                                       | MEXT                     |                                                                                               |
| むすんでひらいて           | Musunde hiraite                          | 1947              | MEXT                                       | Jean-Jacques Rousseau    | Melodie „Go Tell Aunt Rhody“ aus der Oper Le devin du village (1752)                          |
| 村祭                       | Muramatsuri                              | 1942              | Shigeru Kuzuhara                           | Yoshie Minami            |                                                                                               |
| めだかの学校               | Medaka no gakkō                          | 1950              | Shigeru Chaki                              | Yoshinao Nakada          |                                                                                               |
| もみじ                     | Momiji                                   | 1911              | Tatsuyuki Takano                           | Teiichi Okano            |                                                                                               |
| 椰子の実                   | Yashinomi                                | 1936              | Tōson Shimazaki                            | Toraji Ōnaka             |                                                                                               |
| 夕日                       | Yūhi                                     | 1921              | Shigeru Kuzuhara                           | Kingetsu Murozaki        |                                                                                               |
| 夕焼小焼                   | Yūyake koyake                            | 1923              | Ukō Nakamura                               | Shin Kusakawa            |                                                                                               |
| 雪                         | Yuki                                     | 1911              | MEXT                                       | MEXT                     |                                                                                               |
| 揺籃のうた                 | Yurikago no uta                          | 1921              | Hakushū Kitahara                           | Shin Kusakawa            |                                                                                               |
| 旅愁                       | Ryoshū                                   | 1907              | Kyūkei Indō                                | John P. Ordway           | Melodie von „Dreaming of Home and Mother“ (1851)                                              |
| リンゴの唄                 | Ringo no uta                             | 1945              | Hachirō Satō                               | Tadashi Manjōme          | aus dem Film Soyokaze, 1945 von Yasushi Sasaki                                                |
| われは海の子               | Ware wa umi no ko                        | 1910              | Kōichirō Miyahara                          | MEXT                     |                                                                                               |